# ジョセフ・ド・グラス
ジョセフ・ド・グラス（Joseph De Grasse, 1873年5月4日 - 1940年5月25日）は、カナダ出身の映画監督、脚本家、俳優、映画プロデューサーである。本名ジョゼフ・ルイ・ド・グラス（Joseph Louis De Grasse）、日本では姓をデ・グラッスともド・グラッセとも表記された。

## 人物・来歴
1873年（明治6年）5月4日、カナダのニューブランズウィック州バサーストで、フランス海軍提督のフランソワ・ド・グラスの流れを汲むフランス系家庭に生まれる。2歳下の弟サミュエルはのちにサム・ド・グラスと名乗る俳優となった。満7歳を迎える1880年（明治13年）、一家でアメリカ合衆国に移民した。
長じて最初に就いた職は記者であったが、やがてアイダ・メイ・パークと出会い、舞台俳優となり、ふたりは結婚する。1910年（明治43年）前後には、カリフォルニア州バーバンクで映画出演を始める。1914（大正3年）には監督業に進出する。
1916年（大正5年）に設立されたブルーバード映画で監督した作品『恨みの金貨』から1918年（大正7年）の『靈の導き』まで、あるいはそれ以降の作品は、多く日本でも公開された。
1940年（昭和15年）5月25日、カリフォルニア州ロサンゼルス市イーグル・ロックで死去した。満67歳没。ハリウッド・フォーエヴァー墓地に眠る。

## おもなフィルモグラフィ
監督作である。
- Her Bounty : 1914年
- The Pipes o' Pan : 1914年
- Virtue Is Its Own Reward : 1914年
- Her Life's Story : 1914年
- Lights and Shadows : 1914年
- The Lion : 1914年
- A Night of Thrills : 1914年
- Her Escape : 1914年
- The Sin of Olga Brandt : 1915年
- The Star of the Sea : 1915年
- The Measure of a Man : 1915年
- The Threads of Fate : 1915年
- When the Gods Played a Badger Game : 1915年
- Such Is Life : 1915年
- Where the Forest Ends : 1915年
- Outside the Gates : 1915年
- All for Peggy : 1915年
- The Desert Breed : 1915年
- Maid of the Mist : 1915年
- The Grind : 1915年
- The Girl of the Night : 1915年
- An Idyll of the Hills : 1915年
- The Stronger Mind : 1915年
- Steady Company : 1915年
- Bound on the Wheel : 1915年
- Mountain Justice : 1915年
- The Pine's Revenge : 1915年
- The Fascination of the Fleur de Lis : 1915年
- Alas and Alack : 1915年
- A Mother's Atonement : 1915年
- Lon of Lone Mountain : 1915年
- The Millionaire Paupers : 1915年
- Under a Shadow : 1915年
- Father and the Boys : 1915年
- Stronger Than Death : 1915年
- Dolly's Scoop : 1916年
- The Grip of Jealousy : 主演ルイズ・ラヴリー、1916年
- Tangled Hearts : 主演ルイズ・ラヴリー、1916年
- 『恨みの金貨』 The Gilded Spider : 主演ルイズ・ラヴリー、1916年
- 『踊り子の生涯』 Bobbie of the Ballet : 主演ルイズ・ラヴリー、1916年
- 『文身美人』 The Grasp of Greed : 主演C・ノーマン・ハモンド、1916年
- 『闇黒』 The Mark of Cain : 1916年
- If My Country Should Call : 1916年
- 『異郷』 The Place Beyond the Winds : 1916年
- 『無言の報酬』 The Price of Silence : 主演ドロシー・フィリップス、1916年
- 『愛児の導き』 The Piper's Price : 主演ドロシー・フィリップス、1917年
- 『モルガンの娘』 Hell Morgan's Girl : 主演ドロシー・フィリップス、1917年
- The Mask of Love : 1917年
- 『二人姉妹』（別題『二人の姉妹』） The Girl in the Checkered Coat : 主演ドロシー・フィリップス、1917年
- 『人形の家』 A Doll's House : 主演ドロシー・フィリップス、1917年
- 『罪の報ひ』 Pay Me! : 1917年
- Triumph : ドロシー・フィリップス、1917年
- 『嵐の夜』 The Empty Gun : 1917年
- 『恐ろしき里』 Anything Once : 主演フランクリン・ファーナム、1917年
- 『故郷の空』 The Winged Mystery : 主演フランクリン・ファーナム、1917年
- 『黒き雨』 The Scarlet Car : 1917年
- 『誰の手に』 The Fighting Grin : 主演フランクリン・ファーナム、1918年
- 『情の国歌』 A Broadway Scandal : 主演カーメル・マイヤーズ、1918年
- 『涙痕』 After the War : 主演グレイス・キュナード、1918年
- 『靈の導き』 The Rough Lover : 主演フランクリン・ファーナム、1918年
- 『魂の市場』 The Market of Souls : 1919年
- 『アパッシュ』 L'apache : 1919年
- 『妻の友達』 His Wife's Friend : 1919年
- 『十九とフィリス』 Nineteen and Phyllis : 1920年
- 『懐かしの泉』 The Old Swimmin' Hole : 1921年
- 『裸一貫』（別題『裸一貫の男』） A Tailor-Made Man : 1922年
- 『我が愛したる娘』（別題『我が恋せし乙女』） The Girl I Loved : 1923年

## 関連事項
- イーグル・ロック (ロサンゼルス) （en:Eagle Rock, Los Angeles, California）

## 註
1. 1 2 3 4 5 6 7 8 9 10  Joseph De Grasse, Internet Movie Database, 2010年4月14日閲覧。
2. ↑  ジョセフ・デ・グラッス、allcinema ONLINE, 2010年4月14日閲覧。
3. ↑  『日本映画発達史 I 活動写真時代』 、田中純一郎、中公文庫、1975年12月10日 ISBN 4122002850, p.323.
4. ↑  『ブルーバード映画の記録』 : 製作・著・発行山中十志雄・塚田嘉信、1984年4月、p.60-63.
5. ↑  ジョセフ・ド・グラス、キネマ旬報映画データベース、2010年4月14日閲覧。
6. ↑  Joseph De Grasse, Find A Grave, 2010年4月14日閲覧。